# Pleonazam
Pleonazam (grč. πλεονάζω, imati napretek, obilovati) nizanje je istoznačnih riječi u govoru. Njime se naziva postupak razvijanja i proširivanja iskaza tako da se postojećim riječima i izrazima dodaju istoznačnice ili bliskoznačnice.
Načelno je moguće razlikovati neosviješteni i stilistički pleonazam:
- Neosviješteni pleonazam jezična je greška. To je pojava nepotrebnog nizanja riječi u govoru, tako da on djeluje nespretno, neprimjereno i nezgrapno. Na primjer: Pokrenuti inicijativu, Vidio sam svojim vlastitim očima, Ja, osobno, mislim.,  Mala ptičica, investicijska ulaganja...

- Stilistički pleonazam ili pleonazam u užem smislu stvara osviješteni govoreći subjekt. Ekspresivan je, funkcionalno obilježava iskaz, kadšto ga i suptilno dopunjuje. Samo je stilistički pleonazam figura.

## Primjeri
Pleonazam se relativno često može naći u Ujevićevu, Krležinu i Matoševu pjesništvu:
- Tin Ujević, "Svakidašnja jadikovka"

I biti slab, i nemoćan,

i sam bez igdje ikoga,

i nemiran i očajan.
- Miroslav Krleža, "Ni med cvetjem ni pravice"

Glavobolka, bogi cvet,

glava zna od nje bolet.
- Antun Gustav Matoš, "Srodnost"

Đurđic, skroman cvjetić, sitan, tih i fin

dršće, strepi i zebe kao da je zima...

## Poveznice
- Tautologija (retorika)